# Раковник
Ра́ковник (чеш. Rakovník) — город на западе Чехии, в Среднечешском крае. Муниципалитет с расширенными полномочиями и административный центр района Раковник.
Население — 15 652 человека (2021 год).
Расположен в 50 км к западу от Праги, на высоте 350 м над уровнем моря. Железнодорожный узел.

## Экономика
Основное предприятие города — керамический завод (производство плитки). Имеется пивное производство, городская пивоварня, основанная в 1454 году и выпускающая пиво под маркой Bakalář, — одна из старейших в Чехии.

## Достопримечательности
В городе сохранились старинные готические ворота (70-е годы XV века), костёл, барочное здание синагоги. Работает городской музей. Ежегодно проводится фестиваль вокальной музыки «Rakovnik of Urnan Brothers».
Поблизости от Раковника — замок Кршивоклат (конец XV века).

## Население
| 1869    | 1880    | 1890    | 1900    | 1910    | 1910    | 1921    | 1921    | 1930    | 1930    | 1950    | 1950    |
| ------- | ------- | ------- | ------- | ------- | ------- | ------- | ------- | ------- | ------- | ------- | ------- |
| 4274    | ↗5245   | ↗5629   | ↗6622   | ↗8394   | →8394   | ↗8805   | →8805   | ↗11 078 | →11 078 | ↗11 619 | →11 619 |
| 1961    | 1961    | 1970    | 1970    | 1980    | 1980    | 1991    | 1991    | 2001    | 2001    | 2011    | 2011    |
| ↗11 956 | →11 956 | ↗13 103 | →13 103 | ↗16 233 | →16 233 | ↗17 425 | →17 425 | ↘16 695 | →16 695 | ↘16 585 | →16 585 |
| 2014    | 2016    | 2017    | 2018    | 2019    | 2020    | 2021    | 2021    | 2022    | 2023    | 2024    | 2025    |
| ↘16 289 | ↘16 081 | ↘15 975 | ↘15 893 | ↘15 846 | ↘15 709 | ↘15 652 | ↘15 373 | ↘15 142 | ↗15 574 | ↗15 739 | ↘15 682 |

## Города-побратимы
- Верт, Нидерланды
- Дитценбах, Германия
- Истра, Россия
- Косьцян, Польша
- Кралёвски Хлмец, Словакия

## Фотографии
- В центре Раковника

## Известные уроженцы и жители
- Альстер, Ладислав — шахматист.
- Буриан, Карел — оперный певец.
- Каберле, Томаш — хоккеист.
- Анетта Киз — порноактриса.
- Когоут, Антонин — музыкант.
- Крейчи, Йозеф — композитор.
- Ноймарк, Давид — философ.
- Отилия Бенишкова — народная артистка Чехословацкой Республики.
- Рансдорф, Милослав — политик.
- Сикст из Оттерсдорфа — хронист.
- Фабиан, Йозеф — богослов.
- Фабериус, Мартин — писатель.
- Неедлы, Олдржих — футболист.